# Elisa Confortola
Elisa Confortola (Sondalo, 2 aprile 2002) è una pattinatrice di short track italiana.

## Biografia
Si è formata nelle giovanili dell'ASD Bormio Ghiaccio, la squadra del paese in cui è cresciuta, allenata da Nicola Rodigari.
Ai mondiali junior di Tomaszow Mazowiecki 2018 ha vinto il bronzo nella staffetta 3000 m, con Gloria Confortola, Gloria Ioriatti e Ilaria Cotza.
È stata portabandiera della nazionale giovanile al Festival olimpico invernale della gioventù europea di Sarajevo 2019, competizione in cui ha vinto la medaglia d'oro nei 1500 m, precedendo sul podio la slovacca Petra Rusnáková e l'olandese Michelle Velzeboer.
Ai mondiali junior di Montréal 2019 ha replicato il terzo piazzamento nella staffetta 3000 m, con le compagne Chiara Betti, Gloria Confortola e Gloria Ioriatti.
Nel corso della Sessione CIO svoltasi a Losanna il 24 giugno 2019, ha tenuto il discorso finale di presentazione della candidatura olimpica dei Giochi invernali di Milano Cortina 2026, risultata poi vincente per il CONI.
Ha fatto parte della spedizione italiana ai Giochi olimpici giovanili di Losanna 2020, dove è stata alfiere della nazionale durante la cerimonia d'apertura alla Vaudoise Aréna. Nelle gare si è piazzata 5ª nei 500 m, 8ª nei 1000 m e 4ª nella staffetta mista, con l'ungherese Barbara Somogyi, il canadese Félix Pigeon e il russo Vladimir Balbekov.
Ai mondiali junior di Bormio 2020, da lei giocati in casa al Palghiaccio Braulio, ha ottenuto di nuovo il bronzo nella staffetta 3000 m, questa volta con Chiara Betti, Viola De Piazza e Katia Filippi.
È stata convocata agli europei di Danzica 2023, in cui ha vinto la medaglia di bronzo nella staffetta 3000 m, con Gloria Ioriatti, Arianna Sighel, Arianna Valcepina e Nicole Botter Gomez, e nella staffetta mista 2000 m, con Thomas Nadalini, Arianna Sighel, Pietro Sighel, Arianna Valcepina e Luca Spechenhauser. In quest'ultima specialità non è scesa sul ghiaccio in finale.
Ai campionati europei di Danzica 2024 si è laureata campionessa continentale nel 1500 metri, precedendo sul podio la connazionale Gloria Ioriatti e l'ungherese Rebeka Sziliczei-Német. Ha inoltre vinto l'argento nella staffetta 3000 metri, con Chiara Betti, Gloria Ioriatti, Arianna Sighel e Katia Filippi. Agli europei di Dresda dell'anno successivo sale sul gradino più alto del podio nella staffetta. 

## Palmarès
- Mondiali

Pechino 2025: argento nella staffetta 2000 m mista;
- Europei

Danzica 2023: bronzo nella staffetta 3000 m e nella staffetta mista 2000 m;
Danzica 2024: oro nei 1500 m; argento nella staffetta 3000 m;
Dresda 2025: oro nella staffetta 3000 m; bronzo nei 1000 m e nei 1500 m.
- Mondiali junior

Tomaszow Mazowiecki 2018: bronzo nella staffetta 3000 m;
Montréal 2019: bronzo nella staffetta 3000 m;
Bormio 2020: bronzo nella staffetta 3000 m;
- Festival olimpico invernale della gioventù europea

Sarajevo 2019: oro nei 1500 m;